# Mount Gow
Mount Gow ist ein 1770 m hoher Berg im ostantarktischen Viktorialand. Er ragt an der Ostflanke des Rennick-Gletschers in den Bowers Mountains auf und markiert das westliche Ende einer Reihe schroffer Höhen zwischen den Mündungsgebieten des Carryer- und des Sledgers-Gletschers in den Rennick-Gletscher. 
Das Gebiet wurde durch Vermessungsarbeiten des United States Geological Survey und mithilfe von Luftaufnahmen der United States Navy von 1960 bis 1962 kartografisch erfasst. Das Advisory Committee on Antarctic Names benannte den Berg nach dem US-amerikanischen Glaziologen Anthony J. Gow, der zwischen 1959 und 1969 zum wissenschaftlichen Stab auf der Byrd-Station, der Amundsen-Scott-Südpolstation bzw. der McMurdo-Station gehörte.